# Caco Antibes
Carlos Augusto Vasconcellos "Caco" Antibes é o principal personagem do programa humorístico Sai de Baixo, interpretado pelo ator Miguel Falabella, no programa exibido pela Rede Globo de Televisão entre 1996 e 2002.

## Perfil
Antes um membro da rica sociedade em São Paulo, Caco Antibes foi vítima de uma auditoria da Receita Federal que descobriu um número ilimitado de maracutaias e falcatruas, algumas delas envolvendo políticos influentes. Com isso, Caco e sua esposa, Magda (Marisa Orth), foram despejados de sua mansão junto com a sogra, Cassandra Mathias Sayão (interpretada por Aracy Balabanian), e foram morar no apartamento no Largo do Arouche de Vanderley Mathias, conhecido como Vavá (interpretado por Luiz Gustavo), o irmão de Cassandra. Caco sempre se descreve como um "príncipe dinamarquês", descendente da "Baronesa Waisse Füder", e faz referências a esse país. Um episódio tem Vavá declarando que Caco na verdade nasceu na Ilha do Governador (onde Falabella cresceu).
Caco é filho de Carlota "Dona Caca" Antibes (também interpretada por Miguel Falabella), uma senhora da cidade mineira de Carmo do Rio Claro metida a madame da alta classe de fazendeiros e que, semelhante ao filho, tem horror a pessoas pobres. Alguns episódios mostram parentes de Caco que não aparecem de novo, como a irmã Lola Antibes (Zezé Polessa), que aparece no episódio "Um conde chamado desejo", sendo viúva de um conde, e o irmão gêmeo presidiário Taco no episódio "Dá no Pé, Louro". 
No revival de 2013, é revelado que Caco passou 11 anos em uma prisão na Dinamarca após cometer roubos na bolsa de valores. Durante o primeiro episódio, dá um golpe com um mordomo (Tony Ramos) para tomar posse do apartamento de Vavá, que havia sido comprado pela ex-doméstica da família, Neide (Márcia Cabrita). Em Sai de Baixo - O Filme, Caco novamente saiu da prisão ajudado por um amigo endinheirado que queria sua ajuda para aplicar um golpe, que Caco quer usar para ajudar a família falida que está vivendo de favor com Ribamar (Tom Cavalcante).
Caco é o mais entojado hóspede do Arouche Towers: detesta pessoas pobres, costuma usar alguns termos em inglês e é um perfeito "exemplo de vagabundagem", pois detesta trabalhar, se considerando uma "Claudia Schiffer de calças", e tenta ganhar dinheiro usando ideias mirabolantes para ganhar dinheiro fácil, seja de que maneira for, enquanto aguenta as brigas e reclamações da sogra Cassandra e as burrices da esposa Magda. Caco gosta de lançar detalhados insultos contra ambas, que no caso de Cassandra incluem acusações de comportamento promíscuo ("essa mulher estava nua na área de serviço cantando 'cara-caramba-cara-caraô!'"), zombar suas roupas e o cabelo de laquê, e citações à carreira de Aracy Balabanian ("eu sei o que acontecia nos bastidores de Nino, o Italianinho!). 
Segundo Falabella, "Caco Antibes é a cara do Brasil, dominado por uma burguesia decadente e completamente psicótica. O Caco é um fascista e louco. Mas é feito com charme e vira um engraçado. Os pobres adoram, me dão presentes, me contam situações. Acho saudável essa reação. O povo é sempre mais saudável que a classe dominante. O Brasil só continua de pé porque o povo tem capacidade de rir de si mesmo.".